# Udara cyma
Udara cyma is een vlinder uit de familie van de Lycaenidae. De wetenschappelijke naam van de soort is voor het eerst gepubliceerd in 1927 door Lambertus Johannes Toxopeus.
De soort komt voor in de Filipijnen en het Maleisisch schiereiland.